# Калиново (Купянский район)
Калиново (укр. Калинове), село, 
Кондрашовский сельский совет, 
Купянский район, 
Харьковская область.
Код КОАТУУ — 6323783003. Население по переписи 2001 года составляет 0 человек. На картах 1977 года указано население 36 человек.

## Географическое положение
Село Калиново находится на правом берегу реки Оскол,
выше по течению примыкает село Червоная Долина (Двуречанский район),
ниже по течению на расстоянии в 2 км расположено село Голубовка.
На расстоянии в 3 км проходит автомобильная дорога Т-2109.

## История
- 1806 — дата основания.